# Pristimantis cajamarcensis
Pristimantis cajamarcensis es una especie de anfibio anuro de la familia Craugastoridae.

## Distribución
Esta especie habita entre los 1800 y 3100 m de altitud:
- en Ecuador, en las provincias de Azuay y Loja;
- en Perú, en las regiones de Piura y Cajamarca.[4]

## Descripción
Los machos adultos miden 19 mm.

## Etimología
Su nombre de especie, compuesto de cajamarc [a] y el sufijo latino -ensis, significan "que vive en, que habita", y le fue dado en referencia al lugar de su descubrimiento, Cajamarca en Perú.

## Publicación original
- Barbour & Noble, 1920 : Some Amphibians from North-Western Peru, with a Revision of the Genera Phyllobates and Telmatobius. Bulletin of the Museum of Comparative Zoology at Harvard College, vol. 63, p. 395-427[5]